# Ploceus tricolor
Ploceus tricolor là một loài chim trong họ Ploceidae.